# Harrison Otálvaro
Harrison Otálvaro, właśc. Jose Harrison Otálvaro Arce (ur. 28 lutego 1986 w Cali) – kolumbijski piłkarz, grający na pozycji ofensywnego pomocnika.

## Kariera piłkarska

### Kariera klubowa
Harrison Otálvaro zadebiutował w klubie América Cali. W 2006 został wypożyczony do Dynama Kijów. Nie potrafił zgrać się z zespołem dlatego po zakończeniu wypożyczenia wrócił do Kolumbii. Po wygaśnięciu kontraktu w 2009 przeszedł do Cúcuta Deportivo. W 2010 został piłkarzem CA Huracán.

### Kariera reprezentacyjna
Harrison Otálvaro występował w reprezentacji Kolumbii U-20 jako mistrz Ameryki Południowej U-20 na młodzieżowych Mistrzostwach Świata U-20 rozgrywanych w 2005 w Holandii, gdzie strzelił 1 gola.

### Sukcesy
- Mistrz Ameryki Południowej U-20 (1x): 2005